# Overton (Texas)
Overton es una ciudad ubicada en el condado de Rusk en el estado estadounidense de Texas. En el Censo de 2010 tenía una población de 2.554 habitantes y una densidad poblacional de 146,13 personas por km².

## Geografía
Overton se encuentra ubicada en las coordenadas 32°16′32″N 94°58′21″O / 32.27556, -94.97250. Según la Oficina del Censo de los Estados Unidos, Overton tiene una superficie total de 17.48 km², de la cual 17.35 km² corresponden a tierra firme y (0.71%) 0.12 km² es agua.

## Demografía
Según el censo de 2010, había 2.554 personas residiendo en Overton. La densidad de población era de 146,13 hab./km². De los 2.554 habitantes, Overton estaba compuesto por el 79.95% blancos, el 16.13% eran afroamericanos, el 0.39% eran amerindios, el 0.12% eran asiáticos, el 0% eran isleños del Pacífico, el 1.29% eran de otras razas y el 2.11% pertenecían a dos o más razas. Del total de la población el 3.95% eran hispanos o latinos de cualquier raza.